# Wartość własna układu
Wartości własne układu – miejsca zerowe wielomianu charakterystycznego układu, czyli pierwiastki równania charakterystycznego. Wartości własne układu są zarazem wartościami własnymi macierzy układu. Tylko wśród wartości własnych mogą się znaleźć bieguny układu – bieguny transmitancji operatorowej (zob. też biegun na płaszczyźnie zespolonej), tzn. miejsca zerowe mianownika transmitancji, przy których transmitancja przestaje być określona.
Niech dana będzie transmitancja
{\displaystyle G(s)={\frac {b_{n}s^{m}+\ldots +b_{1}s+b_{0}}{s^{n}+a_{n-1}s^{n-1}+\ldots +a_{1}s+a_{0}}}}
i odpowiadające jej równania stanu (dla modelu ciągłego) w postaci:
{\displaystyle {\dot {\mathbf {x} }}(t)=\mathbf {Ax} (t)+\mathbf {Bu} (t),}
{\displaystyle \mathbf {y} (t)=\mathbf {Cx} (t)+\mathbf {Du} (t),}
gdzie:
{\displaystyle {\dot {\mathbf {x} }}(t)={\frac {d\mathbf {x} (t)}{dt}}.}
Macierze stanu łączy z transmitancją następująca zależność:
{\displaystyle G(s)=\mathbf {C} (s\mathbf {I} -\mathbf {A} )^{-1}\mathbf {B} +\mathbf {D} ,}
wówczas równanie charakterystyczne ma postać:
{\displaystyle \det(s\mathbf {I} -\mathbf {A} )=s^{n}+a_{n-1}s^{n-1}+\ldots +a_{1}s+a_{0}.}
Wartości własne układu są pierwiastkami powyższego równania charakterystycznego i zarazem wartościami własnymi macierzy układu {\displaystyle \mathbf {A} ,} co wynika z powyższego określenia.
Ważną cechą wartości własnych macierzy jest to, że są one niezmiennicze dla klasy macierzy podobnych (cecha podobieństwa łączy np. macierz {\displaystyle \mathbf {A} } ze wszystkimi macierzami typu {\displaystyle \mathbf {P} ^{-1}\mathbf {A} \mathbf {P} }). Potwierdza to spostrzeżenie, że nieosobliwe przekształcenie współrzędnych stanu nie zmienia zasadniczych właściwości układu. Właściwości te są w istocie określone przez wartości własne, które są jednoznaczne w odróżnieniu od współrzędnych stanu i macierzy {\displaystyle \mathbf {A} } układu.
Zasadnicze znaczenie ma związek wartości własnych z przebiegami dynamicznymi w układzie. Można to zauważyć rozpatrując liniowy dynamiczny układ swobodny. Macierz podstawowa rozwiązań tego układu {\displaystyle e^{A(t-t_{0})}} jest transformatą odwrotną macierzy {\displaystyle (s\mathbf {I} -\mathbf {A} )^{-1}.} Wspólnym mianownikiem wszystkich elementów macierzy {\displaystyle e^{A(t-t_{0})}} jest wyznacznik {\displaystyle \det(s\mathbf {I} -\mathbf {A} ),} czyli wielomian charakterystyczny, który można zapisać w postaci rozłożonej na czynniki
{\displaystyle \det(s\mathbf {I} -\mathbf {A} )=(s-s_{1})(s-s_{2})\dots (s-s_{n}).}
Wobec tego transformata odwrotna macierzy {\displaystyle (s\mathbf {I} -\mathbf {A} )^{-1}} powinna zawierać wśród swoich elementów wszystkie wyrażenia o postaci {\displaystyle e^{s_{1}t},} {\displaystyle e^{s_{2}t},\dots ,} {\displaystyle e^{s_{n}t}.} Stąd wynika wniosek ogólny: jeśli w rozwiązaniu swobodnym pojawił się wyraz {\displaystyle e^{at}} (gdzie {\displaystyle a} było wartością własną), to również w rozwiązaniu swobodnym układu {\displaystyle n}-tego rzędu pojawią się wyrażenia typu {\displaystyle e^{s_{i}t}} {\displaystyle (i=1,\dots ,n)} przy czym {\displaystyle s_{i}} są wartościami własnymi.
W kontekście równań stanu wartości własne (ściślej wartości własne macierzy układu) bywają też nazywane modami (ang. mode). Przy realizacji układu z macierzą diagonalną (zob. macierz układu w postaci diagonalnej), jeśli bieguny układu są rzeczywiste i pojedyncze, to znajdują się one na przekątnej macierzy układu. Każde z równań w takim układzie (odpowiadające wartości własnej leżącej na przekątnej macierzy układu) reprezentuje inną zmienną stanu (inną składową wektora stanu) i osobny sposób zachowania (ang. mode of behaviour). Stąd też utożsamienie wartości własnych (biegunów) z modami układu. Istotnie przez mod rozumie się wówczas składową obecną w przebiegu czasowym związaną z danym biegunem układu. O ile bieguny obrazują zachowanie układu w dziedzinie s, to mody związane są z charakterystykami czasowymi układu (charakterystykami obrazującymi zachowanie układu w dziedzinie czasu).
Innymi słowy: odpowiedź swobodna {\displaystyle x(t)=e^{A(t)}x_{0}} układu dynamicznego jest zależna przede wszystkim od wartości własnych macierzy {\displaystyle \mathbf {A} .} Każda ze składowych tej odpowiedzi może być bowiem wyrażona przez kombinację liniową (sumę) składników o postaci typu {\displaystyle e^{\lambda t}} (a w przypadku wartości własnych zespolonych także typu {\displaystyle e^{\sigma t}\sin \omega t} i {\displaystyle e^{\sigma t}\cos \omega t,} gdzie {\displaystyle \sigma ,} {\displaystyle \omega } odpowiadają określonym składowym zespolonych wartości własnych – rzeczywistym i urojonym) mnożonych ewentualnie przez {\displaystyle t} w odpowiedniej potędze. Przyjęło się nazywać wartości własne biegunami układu opisanego jednorodnym równaniem stanu, zaś wyżej wymienione eksponencjalne i harmoniczne składniki tej odpowiedzi modami tego układu.
Aby zmienić sposób zachowania układu można stłumić niektóre mody, co odpowiada właściwej selekcji modu i właściwej zmianie położenia odpowiadającego mu bieguna. Stosuje się wówczas przesuwanie biegunów zwane też sterowaniem modalnym. Przesuwanie biegunów to jedna z fundamentalnych technik projektowania układów regulacji. Całkowite stłumienie modu polega na „skasowaniu” odpowiedniego czynnika w mianowniku transmitancji układu (czyli bieguna układu) przez odpowiedni czynnik w liczniku transmitancji układu (czyli przez zero układu). Z uwagi na problemy ze stabilnością w przypadku niedokładnego „kasowania”, działanie takie jest odpowiednie tylko w przypadku biegunów leżących w lewej półpłaszczyźnie płaszczyzny S.